# Brackwasser Diniaș
Das Brackwassergebiet Diniaș (rumänisch: Sărăturile Diniaș) ist ein Naturschutzgebiet der IUCN-Kategorie-IV auf dem Areal der Gemeinde Peciu Nou, im Kreis Timiș, Banat, Rumänien.

## Beschreibung
Das Naturschutzgebiet Brackwasser Diniaș liegt im Westen des Kreises Timiș auf dem Areal des Dorfes Diniaș, südwestlich von Timișoara an der Kreisstraße DJ519A Peciu Nou–Sânmihaiu Român.
Das Brackwassergebiet Diniaș, das sich über ein Areal von 4 Hektar erstreckt, wurde durch das Gesetz Nummer 5 vom 6. März 2000 zum Naturschutzgebiet von nationaler Bedeutung erklärt.
Das Feuchtgebiet mit Salzwiesen bietet zahlreichen Wasserpflanzen einen geeigneten Lebensraum.

## Flora

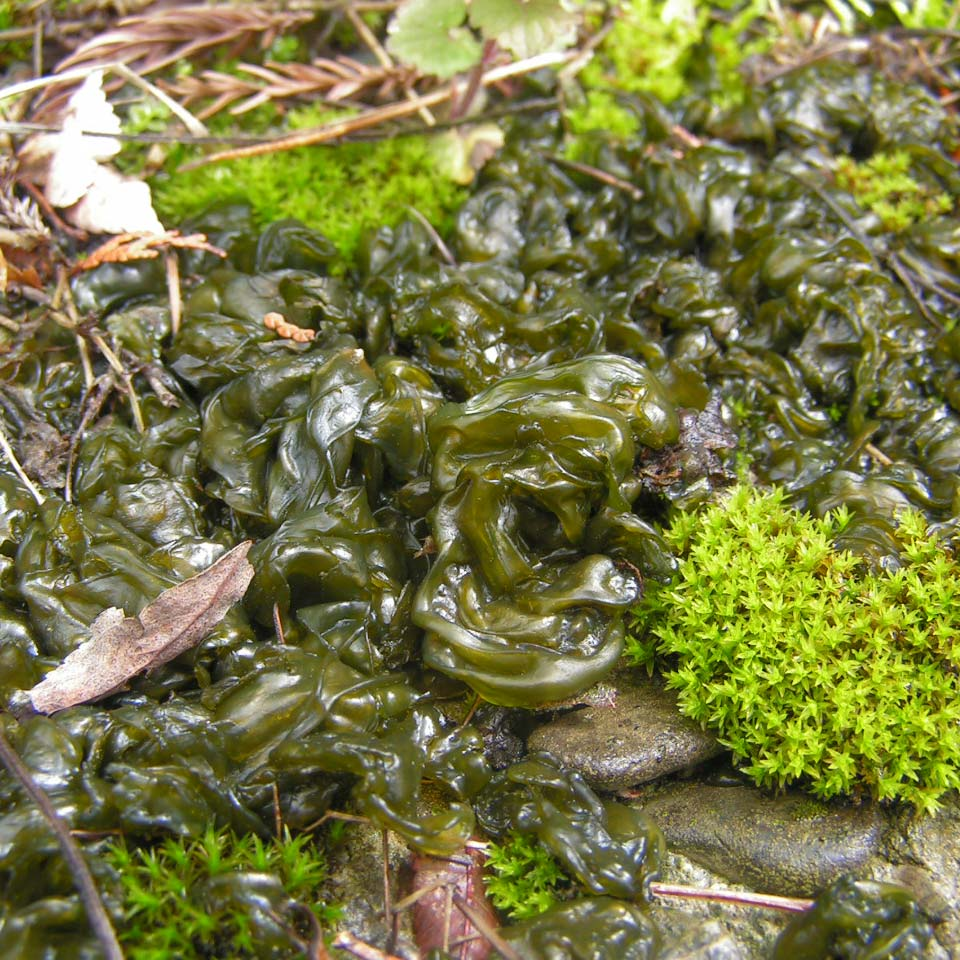
Nostoc commune

In dem Naturschutzgebiet Brackwasser Diniaș sind folgende Pflanzenarten anzutreffen:
- Strand-Wegerich (Plantago maritima),
- Salzsteppen-Wermut (Artemisia santonicum),
- Tataren-Melde (Atriplex tatarica),
- Strand-Melde (Atriplex littoralis),
- Kleiner Mäuseschwanz (Myosurus minimus),
- Erdbeer-Klee (Trifolium fragiferum),
- Hahnenfuß (Ranunculus pedatus),
- Schmaler Hornklee (Lotus angustissimus),
- Strand-Aster (Aster tripolium),
- Nostoc (Nostoc commune).